# Sint-Agathakerk (Awans)

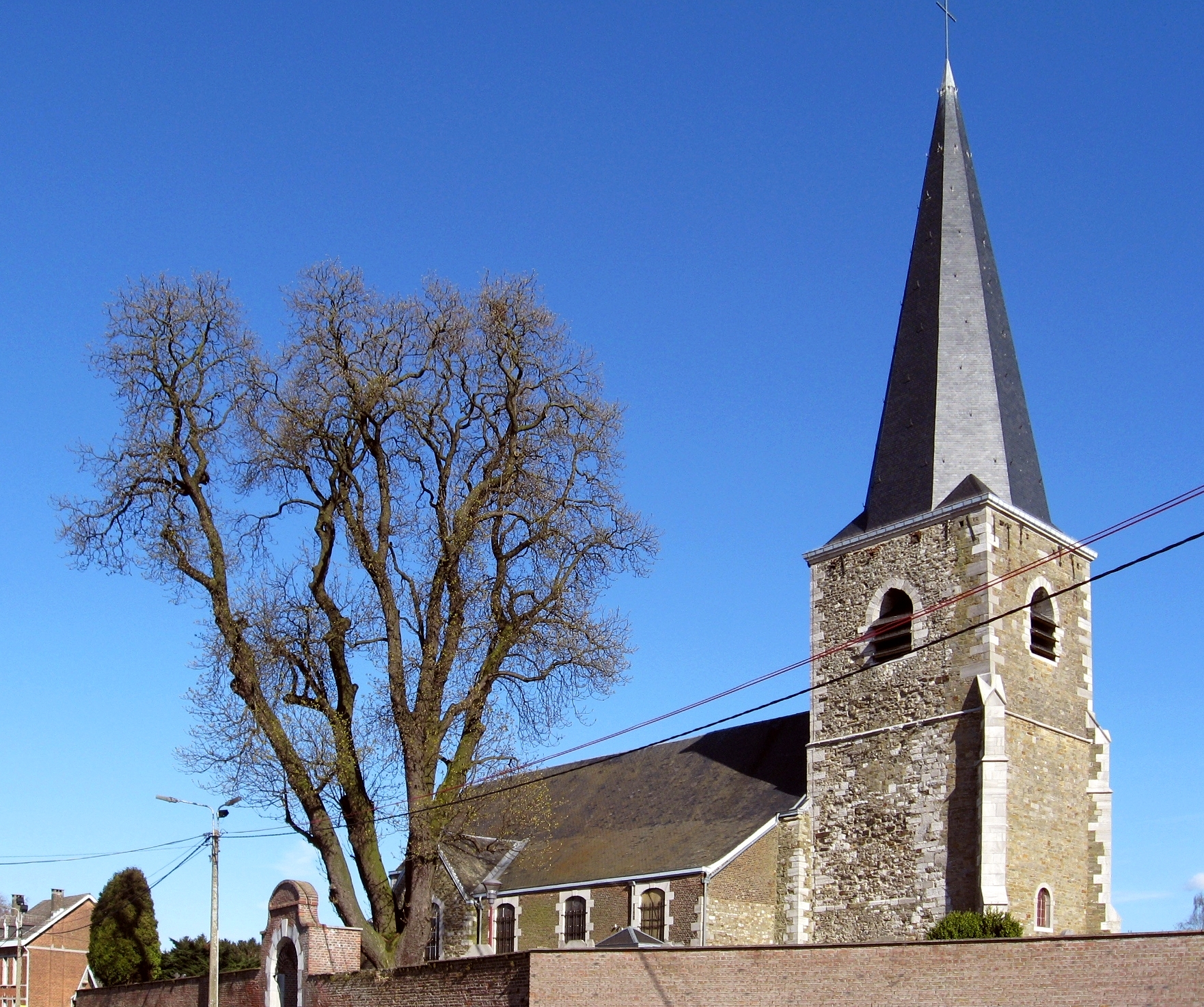
Sint-Agathakerk

De Sint-Agathakerk (Frans: Église Sainte-Agathe) is de parochiekerk van Awans in de Belgische provincie Luik. De kerk is gelegen aan Rue de l'Église 31.

## Geschiedenis
De kerk werd einde 13e eeuw gebouwd, maar enkel de toren is van dit bouwwerk over. De toren diende ooit ter verdediging en bezit geen ingangsportaal. In 1712 werd de kerk herbouwd. De torenspits werd in 1974 vernield door een blikseminslag en later weer opgebouwd.

## Gebouw
De kerk staat op een kleine hoogte en is nog omgeven door een kerkhof.
De toren is uitgevoerd in blokken zandsteen, silex en kalksteen. Hij heeft een achtzijdige spits.
Het schip is driebeukig en voornamelijk uitgevoerd in blokken zandsteen en silex. Het huidige ingangsportaal is van 1919. Het koor heeft een vlakke sluiting.
Het interieur stamt voornamelijk uit de tijd van de bouw. Het hoofdaltaar is in classicistische stijl en heeft een tabernakel dat versierd is met een pelikaan die haar jongen voedt. Het altaarstuk bevat een schilderij dat de gekruisigde Christus met Maria Magdalena verbeeldt.
De communiebank is in Lodewijk XIV-stijl. Een calvarieberg, vlak bij de ingang en uitgevoerd in houtsnijwerk, is 16e-eeuws. De zuilen van het doksaal zijn afkomstig van het voormalig kasteel. Het orgel is van 1850 en werd vervaardigd door Arnold Clerinx. De glas-in-loodramen zijn van Gaston Defoin en werden geplaatst in 1920-1921.
De kerk bezit een aantal grafzerken. De oudste is van Humbert Corbeau, gevallen in de Awans- en Warouxoorlog (1298).